# Episodi di Arsenio Lupin (prima stagione)
La prima stagione della serie televisiva Arsenio Lupin, composta da 13 episodi, è stata trasmessa su Deuxième chaîne de l'ORTF dal 18 marzo al 10 giugno 1971. Mentre in Italia è stata trasmessa sul Programma Nazionale dal 22 agosto 1971 al 31 maggio 1972 in ordine diverso.
| nº | Titolo originale                    | Titolo italiano                      | Prima TV Francia | Prima TV Italia   |
| -- | ----------------------------------- | ------------------------------------ | ---------------- | ----------------- |
| 1  | Le bouchon de cristal               | Il tappo di cristallo                | 18 marzo 1971    | 9 aprile 1972     |
| 2  | Victor de la Brigade Mondaine       | Victor della squadra mondana         | 25 marzo 1971    | 22 agosto 1971    |
| 3  | Arsène Lupin contre Herlock Sholmes | Arsenio Lupin contro Herlock Sholmes | 1º aprile 1971   | 29 agosto 1971    |
| 4  | L'arrestation d'Arsène Lupin        | L'arresto di Arsenio Lupin           | 8 aprile 1971    | 12 settembre 1971 |
| 5  | L'agence Barnett                    | L'agenzia Barnett                    | 15 aprile 1971   | 5 settembre 1971  |
| 6  | La demoiselle aux yeux verts        | La ragazza dagli occhi verdi         | 22 aprile 1971   | 23 aprile 1972    |
| 7  | La chaîne brisée                    | La catena spezzata                   | 29 aprile 1971   | 27 maggio 1972    |
| 8  | La femme aux deux sourires          | La donna dai due sorrisi             | 6 maggio 1971    | 19 settembre 1971 |
| 9  | La chimère du calife                | La chimera del califfo               | 13 maggio 1971   | 30 aprile 1972    |
| 10 | Une femme contre Arsène Lupin       | Una donna contro Arsenio Lupin       | 20 maggio 1971   | 7 maggio 1972     |
| 11 | Les anneaux de Cagliostro           | Gli anelli di Cagliostro             | 27 maggio 1971   | 14 maggio 1972    |
| 12 | Les tableaux de Tornbüll            | I quadri di Tornbüll                 | 3 giugno 1971    | 31 maggio 1972    |
| 13 | Le sept de coeur                    | Il sette di cuori                    | 10 giugno 1971   | 16 aprile 1972    |

## Il tappo di cristallo
- Titolo originale: Le bouchon de cristal
- Diretto da: Jean-Pierre Decourt

### Trama
Lupin e la sua banda rapinano un ricco imprenditore odiato da molti e temuto da tutti, ma uno dei sottoposti cerca di prendere più di ciò che era stato stabilito da Lupin; il giovane vuole un tappo di cristallo, credendo che contenga informazioni utili per riscattare la sua famiglia da un debito con il riccone; questo però lo fa scoprire e nel panico commette un omicidio; l'uomo viene arrestato e condannato alla ghigliottina per complicità con il ladro gentiluomo, che decide di intervenire personalmente aiutando la madre vedova ed il fratellino. L'imprenditore era stato uno spasimante della donna in gioventù, e non vuole rinunciare a lei, al punto di ricattarla con la vita del figlio in cambio della sua sottomissione. Lupin si fa assumere come domestico (al posto di quello ucciso) per perquisire la casa; scoprirà che il tappo nascondeva informazioni usate a scopo di ricatto contro potenti membri del governo, informazioni che il ricattatore ha poi trasferito nel suo occhio di vetro come secondo nascondiglio; ottenutele, le consegnerà alla madre che se ne servirà per ottenere la grazia per il figlio.

## Victor della squadra mondana
- Titolo originale: Victor de la Brigade Mondaine
- Diretto da: Jean-Pierre Decourt

### Trama
La polizia decide di usare la mano pesante contro Lupin, che di recente sta lanciando una vera ondata di crimini, tra rapine, furti, rapimenti e omicidi; poiché il commissario Guerchard non viene a capo della faccenda, il prefetto fa richiamare in patria un agente molto in gamba, Victor della brigata mondana, che lavora nelle colonie d'Africa; in realtà al suo posto arriverà Lupin travestito, per scoprire chi sta usando il suo nome e commette efferatezze di cui lui non si macchierebbe mai; con l'aiuto del prefetto e seguito di nascosto da Guerchard, Lupin riesce ad avvicinare la contessa Natasha, amante del bandito, e si infiltra nella banda.
Durante un colpo ai danni di un banchiere, Lupin rende innocuo il criminale e lo lascia a Guerchard, che lo arresta, ma porta in salvo Natasha di cui si è innamorato; mentre la donna scopre chi è il vero Lupin, il prefetto riceve durante la conferenza stampa un regalo del falso Victor, ovvero Victor stesso; questi racconta della sostituzione e restituisce alle autorità i certificati del Tesoro rubati da una banca dal falso Lupin, gesto che Lupin motiva sostenendo che lui non deruba mai la repubblica francese.

## Arsenio Lupin contro Herlock Sholmes
- Titolo originale: Arsène Lupin contre Herlock Sholmes
- Diretto da: Jean-Pierre Decourt

### Trama
L'investigatore inglese Herlock Sholmes (parodia di Sherlock Holmes) viene incaricato di fermare Arsenio Lupin, con disperazione del commissario Guerchard che considera il ladro gentiluomo un caso personale. Assistito dall'amico Wilson (il suo Watson), il detective britannico si mette all'opera e segue i passi di Lupin rapidamente, riuscendo a raggiungere Natasha. Tuttavia Lupin ha previsto questa possibilità, anzi si perfino prodigato per attuarla, in modo da intrappolare il rivale. I due avversari si salutano dandosi appuntamento alla prossima sfida.

## L'arresto di Arsenio Lupin
- Titolo originale: L'arrestation d'Arsène Lupin
- Diretto da: Jean-Pierre Decourt

### Trama
Lupin si reca ad una serata tenuta da un gentiluomo di campagna, in una villa con grandi sotterranei che ospitano una cantina; questo nonostante Natasha lo preghi di rinunciare alla sua prossima impresa, ma il ladro gentiluomo ha già messo in moto la macchina e non può più tirarsi indietro. Più tardi, la polizia irrompe guidata da Guerchard insieme ad un poliziotto che era tra gli ospiti; durante l'inseguimento, Lupin trascina il gruppo nelle immense cantine dove li semina continuamente, poi controllata l'ora si arrende inaspettatamente e Guerchard (che si è fratturato il braccio nell'inseguimento) lo porta via.
La mattina dopo, mentre tutti i giornali si concentrano sull'arresto (con soddisfazione delle autorità) e Guerchard si prende una meritata vacanza, un notaio apre una busta e la porta al prefetto; Lupin aveva già deciso di farsi arrestare, indicando perfino l'ora esatta, allo scopo di beffare la polizia e la magistratura; li sfida inoltre a tenerlo dentro annunciando la sua evasione; la sfida è stata mandata anche ai giornali che riportano in seguito la notizia. Contemporaneamente a ciò, i suoi uomini recapitano un avviso di furto ad un banchiere imbroglione che truffò migliaia di risparmiatori anni prima, minacciando di rubargli i quadri che ha in casa se non restituirà il maltolto; questi non viene ascoltato dalle autorità ed ingaggia quindi Guerchard, in vacanza dalle sue parti; peccato il poliziotto sia in realtà il fedele servitore Grognard, che dirige momentaneamente la banda per conto del suo principale; ed infatti il furto si verifica.
Guerchard viene richiamato d'urgenza a Parigi per contrastare Lupin, che progetta di evadere presto; una mattina, il ladro deve essere portato dal giudice istruttore per le formalità di rito, ma viene aiutato da Natasha e dai suoi uomini ad uscire dal cellulare; Guerchard ha però intercettato il messaggio che avvertiva Lupin, così ha predisposto una sorveglianza stretta con agenti di fuori città, ignoti ai delinquenti parigini. Incredibilmente, Lupin si fa una passeggiata e poi entra in un commissariato; dentro però c'è un suo rifugio, affittato da Natasha per passare del tempo con lui e ristrutturato dalla banda che lo fa passare per un set cinematografico; Guerchard viene avvertito dai poliziotti di fuori, ma lui sa che non c'è un commissariato lì, e capisce il trucco; irrompe con gli altri senza trovare Lupin, che invece sta tornando al carcere e deve faticare a convincere i guardiani d'essere detenuto là.
In seguito, Lupin spiega a Guerchard di voler evadere da solo, senza interferenze esterne; giorni dopo si mette d'accordo con un altro detenuto che gli somiglia, un ubriacone di nome Desirèe Badrou; il giorno del processo, la cella viene aperta ma Lupin è sparito, lasciando Badrou al suo posto; giudice, prefetto e Guerchard parlano con il direttore che spiega tutto: qualche giorno prima, al ritorno dall'ora d'aria, c'è stata una rissa nei corridoi, e Lupin e Badrou ne hanno approfittato per scambiarsi di cella; nei giorni successivi, Lupin si è rifiutato di uscire e le guardie l'hanno lasciato lì; poi Desirèe Badrou è stato scarcerato, ma era Lupin travestito. Le autorità vorrebbero punire il vecchio ubriacone, ma Guerchard insiste per farlo rilasciare; la mattina dopo Badrou esce con il commissario alle costole, speranzoso che il vecchio vada da Lupin a chiedere la ricompensa pattuita; Guerchard scopre poi con stupore che quello è Lupin!
Con l'aiuto di Natasha, Lupin porta Guerchard in un suo rifugio e gli rivela cosa è veramente successo: giorni fa l'uomo che uscì era il vero Desirèe Badrou, mentre Lupin passava il tempo truccandosi per fingere di essere Badrou; il ladro gentiluomo contava proprio su Guerchard per uscire! Lasciatolo legato ad una poltrona, Lupin promette di chiamare il prefetto un'ora dopo e parte con Natasha per una vacanza.

## L'agenzia Barnett
- Titolo originale: L'Agence Barnett
- Diretto da: Jean-Pierre Decourt

### Trama
L'ispettore Béchoux è convinto che dietro le mentite spoglie dell'investigatore Barnett si celi nientemeno che Arsenio Lupin; egli cerca pertanto di indurlo a tradirsi spiando ogni sua mossa. Le indagini sul furto del tesoro di re Dagoberto da una chiesa, che vengono condotte simultaneamente dai due, e l'inchiesta sulla misteriosa sparizione di alcuni titoli dalla casa dell'affarista Gassire, daranno modo all'ispettore di constatare l'abilità deduttiva e la destrezza di Barnett, convincendolo sempre di più che Barnett è Arsenio Lupin. Ma mentre l'ingenuo Béchoux si preoccupa con ostinazione di smascherare il ladro, questi gli “soffierà” nientemeno che la bella moglie Olga, famosa soubrette del varietà parigino.

## La ragazza dagli occhi verdi
- Titolo originale: La demoiselle aux yeux verts
- Diretto da: Dieter Lemmel

### Trama
Mentre è in Germania per una vacanza, Lupin si imbatte in un'avventura inaspettata: viene derubato del portafoglio da una ladra professionista, Lady Bakefield. Nel recuperare il portafoglio (e l'onore di ladro), Lupin fa la conoscenza di una giovane donna dagli occhi verdi e tristi, per la quale egli prova un paterno sentimento di protezione. Seguendo questo istinto, Lupin aiuterà la ragazza dapprima a discolparsi di un delitto da lei non commesso e poi a recuperare una grossa fortuna ereditata dal padre e ben nascosta in un luogo segreto. Ma l'eredità fa gola anche ad altre persone.

## La catena spezzata
- Titolo originale: La chaîne brisée
- Diretto da: Paul Cammermans

### Trama
Un caso di spionaggio mette in grande apprensione i servizi segreti olandesi che, per individuare quale dei propri funzionari sta trasmettendo informazioni strategiche su un piano di difesa nazionale, ingaggiano nientemeno che Arsenio Lupin. Nei panni di investigatore in incognito, Lupin dovrà ricorrere alle sue migliori doti di astuzia e di camuffamento per infiltrarsi nella rete spionistica nemica che è a conoscenza del suo ingaggio e, soprattutto, sa della sua incontenibile attrazione per le donne.

## La donna dai due sorrisi
- Titolo originale: La femme aux deux sourires
- Diretto da: Marcello Baldi
- Scritto da: Albert Simonin

### Trama
Lupin è in trasferta a Roma, per risolvere un mistero su richiesta di un nobile italiano, il marchese di Valbruna, che ha contattato mesi prima l'agenzia Fred Barnett: oltre 20 anni prima, la cantante Rosa Peraldi morì per un malore mentre indossava dei gioielli favolosi, dono del marchese e mai più ritrovati; il nobiluomo è ricattato dal bandito Peppino, legittimo marito della cantante di cui egli era infatuato. Infiltrato Grognard come servitore presso Valbruna e stabilitosi al piano inferiore sotto le spoglie di un pittore, Lupin viene però messo a dura prova dall'apparizione di una ragazza che sembrerebbe essere la figlia del marchese, ma in seguito lo deruba, ed è anche ricercata dalla polizia; costei si presenta alternativamente con due nomi diversi, Antonina e Clara.
Il marchese scopre finalmente della figlia e si reca con Grognard al paese che la ospita, dove Antonina segue il funerale della donna che l'ha cresciuta ed ha scritto la lettera per il marchese in cui si narra la storia (anche se solo in parte); qui Peppino e la sua banda tentano di rapire la ragazza, ma Lupin interviene con un sidecar manda a monte tutto; Antonina viene raccolta dal padre e riconosciuta come sua figlia, anche se poi viene arrestata dalla polizia come Clara la bionda, ladra al servizio di Peppino. Grognard corre ad avvertire Lupin e trova la donna con lui, dove si trova dalla sera prima.
Alla fine Lupin deduce la verità, grazie anche alla governante del marchese; Rosa Peraldi aveva avuto due gemelle dal suo spasimante, ma aveva taciuto per non procurargli uno scandalo; le bambine furono affidate dalla governante alla sorella, ma Peppino rapì Clara lasciando Antonina. Il ladro ritrova anche i gioielli, lasciati dalla Peraldi in una macchia boscosa del giardino per il malore che poco dopo l'avrebbe uccisa; con dispiacere del marchese di Valbruna, Clara parte con Lupin per Parigi dove il ladro la presenterà al direttore del Teatro dell'Opera, procurandole un ingaggio (la ragazza ha ereditato il talento canoro della madre). Le due gemelle sono interpretate da Raffaella Carrà. 

## La chimera del califfo
- Titolo originale: La chimère du calife
- Diretto da: Dieter Lemmel
- Scritto da: Albert Simonin, Rolf Becker e Alexandra Becker

La moglie di un Barone, magnate del petrolio, è ricattata dal suo ex amante, cinico concorrente del marito che la costringe a rubare al coniuge un preziosissimo gioiello mediorientale. La donna, disperata, chiede ad Arsenio Lupin di recuperare il gioiello. Il ladro gentiluomo manipolando i due detective Fox e Robertson incaricati dal barone del caso, recupera il gioiello inscenando la propria morte e facendo arrestare il cinico concorrente per tentato omicidio. Come premio ruba al barone il ritratto di una donna che questi aveva comprato perché sosia della bella baronessa, come ricordo del loro incontro.

## Una donna contro Arsenio Lupin
- Titolo originale: Une femme contre Arsène Lupin
- Diretto da: Tony Flaadt
- Scritto da: Jacques Armand

### Trama
In una Saint Moritz tardo-invernale, una banda di rapinatori compie una serie di furti di gioielli ai danni di facoltosi clienti di un albergo. I gioielli vengono dapprima fotografati mentre sono indossati dalle ignare proprietarie, poi vengono rubati e sostituiti con dei perfetti falsi, costruiti osservandone i dettagli fotografici. Le compagnie di assicurazioni assoldano Arsenio Lupin per occuparsi del caso in qualità di investigatore privato, nella convinzione che solo il più grande dei ladri potrà recuperare il bottino, rubandolo ad altri ladri. Ma l'impeccabile lavoro di una affascinante giornalista, Maria Bonatti, crea a Lupin qualche imbarazzo di troppo.

## Gli anelli di Cagliostro
- Titolo originale: Les anneaux de Cagliostro
- Diretto da: Wolf Dietrich
- Scritto da: Albert Simonin, Rolf Becker e Alexandra Becker

### Trama
Lupin si mette in competizione con una banda pericolosa e con l'astuta Josephine Balsamo contessa di Cagliostro; stavolta l'obiettivo è trovare un tesoro nascosto nel vecchio palazzo di un nobile decaduto, che versa in indigenza tanto da fare visite guidate al suo maniero e spacciarsi per guida allo scopo di non essere seccato; accordatosi con il gentiluomo, Lupin batte tutti sul tempo, lasciando i rivali a bocca asciutta; il tesoro resta in gran parte al nobiluomo, mentre Lupin parte offrendo cavallerescamente un passaggio ed una vacanza all'astuta ed affascinante contessa.

## I quadri di Tornbüll
- Titolo originale: Les tableaux de Tornbüll
- Diretto da: Dieter Lemmel
- Scritto da: Albert Simonin, Rolf Becker e Alexandra Becker

### Trama
Il conte Stefan von Tornbüll è proprietario di una ricchissima collezione di dipinti che custodisce, con molta apprensione, nella sua villa nell'isola tedesca di Amrum dove però, da qualche giorno, si vedono girare turisti dalle facce poco raccomandabili. Preso dal panico, il conte chiede aiuto al vecchio Ser Alexander Lowcastle, che altri non è se non Arsenio Lupin, il quale consiglia al conte di sostituire i suoi quadri con dei perfetti falsi e mettere al sicuro gli originali. L'idea entusiasma l'ingenuo conte, che cade nel tranello preparato da Lupin. A complicare le cose però sarà una troupe cinematografica che ottiene il permesso di girare un film nella villa del conte.

## Il sette di cuori
- Titolo originale: Le sept de coeur
- Diretto da: Jean-Louis Colmant
- Scritto da: Albert Simonin, Rolf Becker e Alexandra Becker

### Trama
Mentre si trova a Bruxelles per motivi di lavoro, Maurice Leblanc conosce "di persona" Arsenio Lupin, in circostanze davvero singolari. Una notte, mentre lo scrittore resta paralizzato dal terrore in camera da letto, la sua abitazione è visitata da rumorosissimi ladri che non rubano nulla ma lasciano un curioso biglietto da visita: il sette di cuori. Il giorno successivo, un misterioso visitatore chiede a Leblanc il permesso di restare per alcuni minuti chiuso nel salone, dove viene poi rinvenuto cadavere. Infine, il suo amico Despry (che è in realtà Arsenio Lupin) gli rigira sottosopra la casa e il giardino alla ricerca di qualcuno, visto che i due scoprono e dissotterrano il corpo di un uomo. Si tratta di un vecchio amico di Lupin, Lecombe, progettista di aerei da guerra e grande appassionato di volo. Arsenio Lupin non si darà pace finché non avrà scoperto gli assassini e vendicato l'amico.